# Brahim Bouhadan
Brahim Bouhadan (Roosendaal, 2 februari 1983) is een Nederlandse voormalig voetballer (aanvaller) die onder contract stond bij Baronie. Eerder speelde hij voor AGOVV Apeldoorn, Fortuna Sittard en TOP Oss.
Hij maakte zijn debuut in het betaalde voetbal op 14 augustus 2004 tegen Fortuna Sittard.
Brahim Bouhadan heeft ook bij het vroegere VES '35 gespeeld in Oudenbosch, daar is hij in de jeugd begonnen.

## Clubstatistieken
| Seizoen | Club            | Duels | Goals | Competitie     |
| ------- | --------------- | ----- | ----- | -------------- |
| 2004/05 | AGOVV Apeldoorn | 34    | 3     | Eerste divisie |
| 2005/06 | AGOVV Apeldoorn | 31    | 1     | Eerste divisie |
| 2006/07 | Fortuna Sittard | 16    | 1     | Eerste divisie |
| 2007/08 | Fortuna Sittard | 10    | 0     | Eerste divisie |
| 2007/08 | TOP Oss         | 9     | 1     | Eerste divisie |
| Totaal  | Totaal          | 100   | 6     |                |